# رفول واهنس
رفول واهنس (الاسم العلمي: Parotia wahnesi)، طائر متوسط القد من فصيلة طائر الجنة. يستوطن الغابات الجبلية في شبه جزيرة هوون وجبال أدلبرت، شمال شرق بابوا غينيا الجديدة. النظام الغذائي يتكون بشكل أساسي من الفواكه والمفصليات.
هذه النوع سُمي على عالم الطبيعة الألماني كارل واهنس تكريمًا له، الذي كان يجمع الطيور في غينيا الجديدة.